# HMS U3
HMS U3, svensk ubåt som sjösattes den 11 juni 1942. Idag finns hon bevarad vid Teknikens och Sjöfartens hus i Malmö.

## Historia
U3 var en i serien av kustubåtarna, U1-U9, vars slutliga utseende fastställdes av Kungl. Maj:t. den 17 mars  1939. Kontrakt slöts med Kockums den 20 september 1939 om byggandet av den första ubåten U1. År 1940 fick varvschefen i Malmö uppdrag att bygga U2 och U3. U3 kölsträcktes den 6 maj 1941 och sjösattes 11 juni 1942. Provtursbesättning mönstrades 15 februari 1943 och leverans till Marinen skedde 1 november samma år. Under kriget användes U3 till stor del för utbildning av nya besättningar till de 18 ubåtar som levererades under kriget.
Efter kriget depåförlades ubåtarna med reducerade besättningar, där en besättning omväxlande körde 3-4 ubåtar. Tekniska erfarenheter från kriget och information utifrån, främst från Tyskland, inspirerade till en moderniseringsomgång för alla svenska ubåtar med tillräcklig kvarvarande livstid. Prov med snorkel, radar, radarvarnare m.m. genomfördes.
Kustubåtarna eller "Nummerbåtarna" som ubåtsfolket kallade dem, började byggas om. U3 moderniserades vid Kockums varv i Malmö mellan augusti 1952 och april 1953. U3 försågs med snorkel och en mängd andra förbättringar. Utrustning som togs bort var den aktra däckstorpedtuben, luftvärnskanonen, nätsågen och turbofläkten. Även ett periskop togs iland för att ge plats åt snorkeln. Formen på tornet blev mer hydrodynamiskt riktigt och undervattensfarten ökade därmed från 7,5 knop till 9 knop. 1954 fick U3 fick ny hydrofon, torpedeldledningsinstrument och en modernare radioutrustning. Efter en tid togs fällkölen bort och prov med automatisk viktreglering och enmans styrutrustning genomfördes. Radarvarnare installerades på snorkeln.
Sex av de nio Kustubåtarna, U4-U9, byggdes under 1962-64 om till ubåtar typ Abborren II varvid hela akterskeppet ersattes med ett nytt innehållande en elmotor för framdrift och ett torpedmagasin för ubåtsjakttorpeder i ballasttank tre. All elektronik byttes ut. Ett avancerat Sonarsystem installerades och därmed ändrade förskeppet form. Tornets form ändrades än en gång. Tyvärr innebar moderniseringarna ingen förbättrad standard för besättningen.
U3 ligger idag på Teknikens och Sjöfartens hus i Malmö. Guider från U3 Veteranbesättning utför populära visningar och berättar om livet ombord.

## Galleri

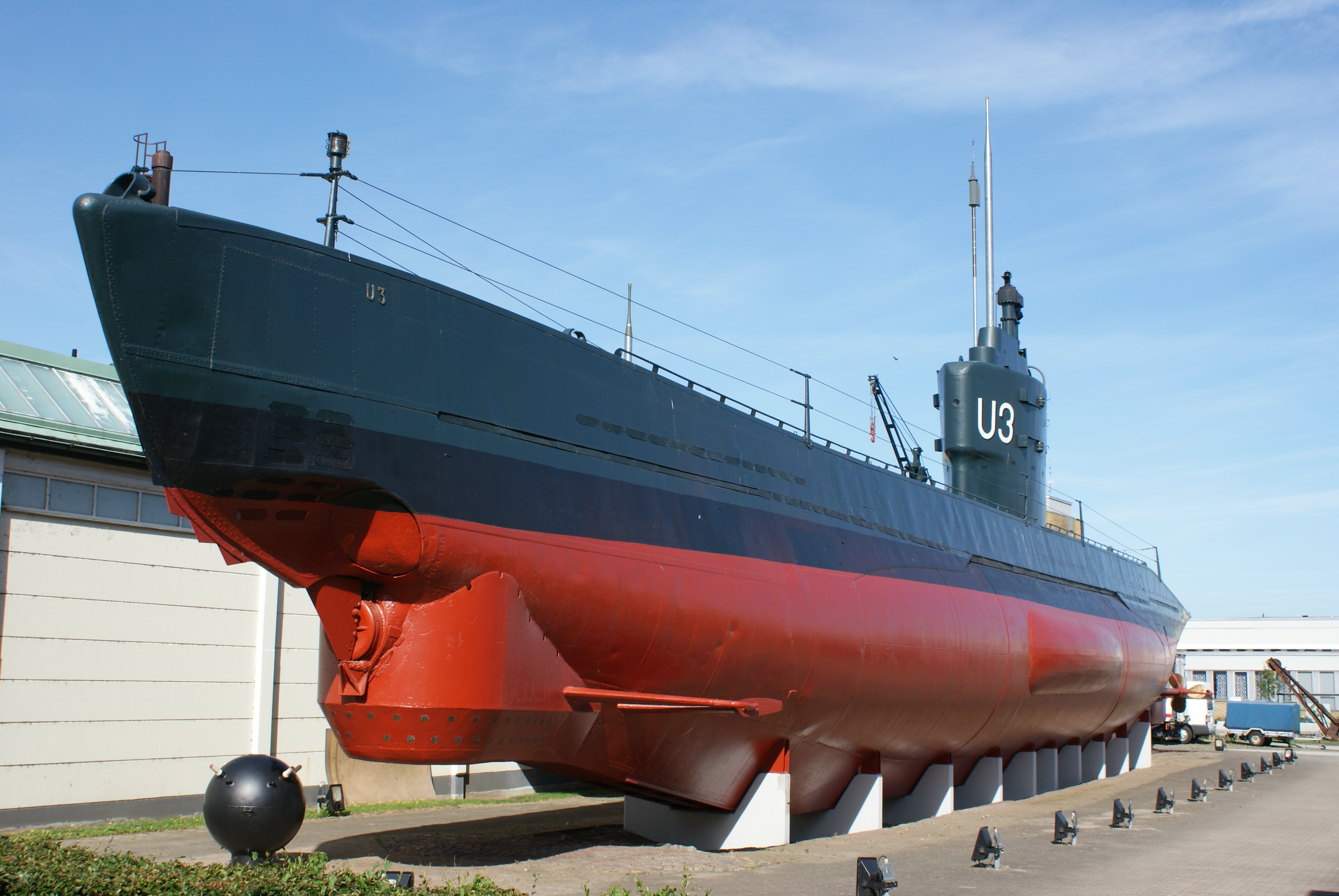
U3 på Teknikens och Sjöfartens hus 2009.
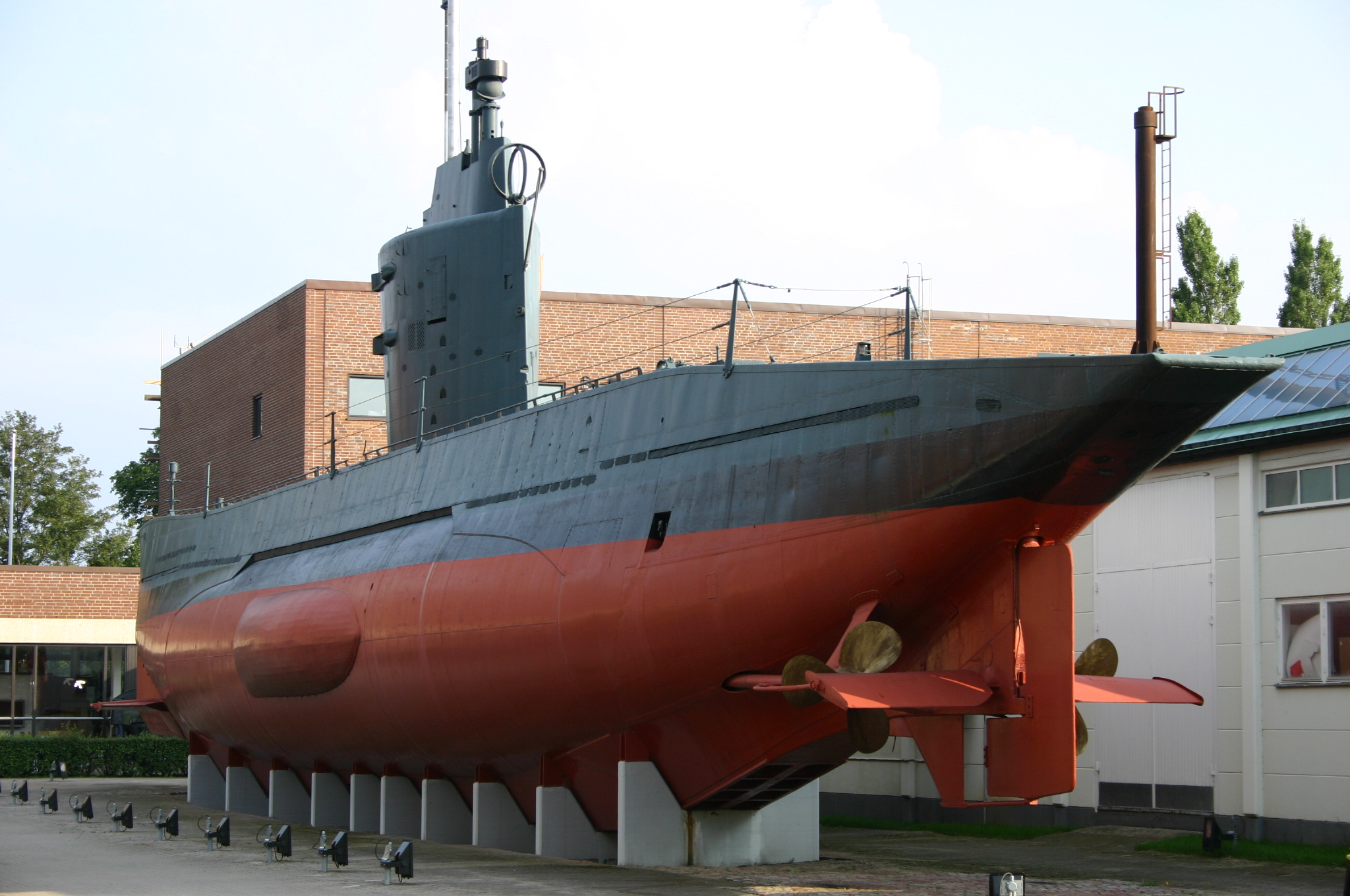
U3 på Teknikens och Sjöfartens hus 2004.